# Marie-Françoise Baslez
Marie-Françoise Baslez (Angers, 5 de mayo de 1946-París, 29 de enero de 2022), fue una académica e historiadora francesa.
Especialista en el judaísmo helenizado y en el cristianismo primitivo, en las persecuciones religiosas y en las cuestiones sociales de los períodos helenístico y romano, enseñó en la Universidad de París IV París Sorbonne.

## Biografía
Licenciada en Historia, sostuvo su tesis sobre los extranjeros en Delos, bajo la dirección del helenista André Laronde. Luego enseñó durante casi quince años en la Escuela Normal, y más tarde en las universidades de Rennes-II y de París-Este (Créteil), antes de ser elegida profesora en la Sorbona, donde enseñó sobre el cristianismo antiguo.
Su obra se centra en el cristianismo primitivo, la novela griega y la historia del judaísmo de habla griega, más especialmente en cuestiones sociales de los períodos helenístico y romano, concediendo gran importancia a la documentación epigráfica. Además ha estudiado las interacciones entre las religiones del mundo grecorromano y particularmente el fenómeno de la violencia y persecución religiosas, así como las estructuras de las comunidades religiosas.
Miembro de la Asociación Católica Francesa para el Estudio de la Biblia (ACFEB), ha publicado numerosas obras y artículos, ha participado en diversas obras colectivas y ha editado Los primeros tiempos de la Iglesia para las Éditions Gallimard. También ha dirigido un seminario en la École normale supérieure de la calle Ulm dedicado a «Religiones y sociedades en el mundo grecorromano».